# Radiostars
Ne doit pas être confondu avec Radio Stars.
Pour plus de détails, voir Fiche technique et Distribution.
Radiostars est un film français réalisé par Romain Levy, sorti en 2012.

## Synopsis
Ben est en échec aussi bien professionnel que sentimental : lui qui se rêvait comique à New York rentre à Paris après avoir échoué et sa petite amie américaine l'a quitté avant son retour. Il rencontre Alex, coanimateur d'une matinale sur la radio Blast FM, le Breakfast-club. Alex est entouré de Cyril, un quadragénaire, et d'Arnold, l'animateur populaire de la bande, hautain et cynique. Ben est rapidement engagé pour écrire des sketches. Mais l’audience du Breakfast-club est en chute libre à cause des frasques du groupe. Le directeur de la radio envoie alors la bande sillonner en bus les routes de France pendant l'été pour reconquérir le public.

## Fiche technique
- Réalisation : Romain Levy
- Scénario : Mathieu Oullion
- Photographie : Laurent Tangy
- Musique : Rob (Robin Coudert)
- Montage : Stéphane Couturier
- Décors : Nicolas de Boiscuillé
- Costumes : Paulette Ribot
- Producteur délégué : Xavier Amblard
- Sociétés de production : Les Productions du Trésor, Mars Films, Chaocorp et Picseyes, en association avec Cofinova 8
- Société de distribution : Mars Distribution (France)
- Budget : 5,4 millions d'euros
- Pays :  France
- Genre : comédie, road movie
- Langue : français
- Dates de sortie[1] :
  - France : 20 janvier 2012 (Festival international du film de comédie de l'Alpe d'Huez)
  - France, Belgique : 11 avril 2012

## Distribution
- Clovis Cornillac : Arnold
- Manu Payet : Alex
- Douglas Attal : Ben
- Pascal Demolon : Cyril
- Benjamin Lavernhe : Fabrice, dit « Smithers »
- Côme Levin : Jérémy
- Zita Hanrot : Jennifer, la sœur d'Alex
- Sam Karmann : J.R. Jablonski
- Jacky Ido : Léonard de Vitry, le rappeur
- Juliette Plumecocq-Mech : Daniel(le), la chauffeuse de bus
- Ana Girardot : Sabrina, la copine d'Alex
- Laurent Bateau : Frédérico, le directeur de la radio Blast FM
- Anthony Sonigo : Bastien
- Daniel Cohen : le fauconnier effaroucheur
- Mona Walravens : Sonia, la « nazie bonnasse »
- Marie Lenoir : Marie, la présentatrice radio
- Alice Belaïdi : Nassima, la copine de Léonard
- Jean-Claude Hadida : Henri du pressing
- Éric Wapler : le médecin à Marseille
- Michel Vivier : le fromager
- Sébastien Cierco : l'homme tatoué
- Jean-Louis Barcelona : Jean-Bernard Roduc
- Vincent Darmuzey : le joueur de baby-foot
- Timothée Augendre : le type à la grosse main bleue
- Dora Sellier : la fille bourrée
- Pom Klementieff : la pizza-girl
- Margaux Noël : Justine M&M's
- Mathieu Oullion : le DJ de la boîte de nuit
- Julien Prévost : le réceptionniste de Châteauvillain
- Anne Arovas : la réceptionniste de Marseille
- Hervé Laudière : le père de l'enfant qui fait la voix de canard
- Ivan Le Goff : le serveur au bord du lac
- Jacques Frantz : la voix-off des jingles de Blast FM
- Big John : le videur (non crédité)

## Production

### Tournage
Au début du film, les studios et bureaux de Blast FM sont en réalité les locaux du groupe RTL (rue Bayard à Paris). On y entrevoit l’emblématique devanture. Les bureaux et le studio de la matinale sont ceux de RTL2. La devanture de Fun Radio (mitoyenne de RTL) a été refaite aux couleurs de Blast FM et du Breakfast-Club pour le film.

## Musique
La bande originale est composée par Rob du groupe Phoenix et contient également des titres pop.
1. Poni Hoax – Antibodies
2. Rob – Peanuts
3. Lords of the Underground – Funky Child
4. Coconut Records – West Coast
5. Rob – Peanuts Dad
6. Pino d'Angio – Ma Quale Idea
7. Zaire 90 – Township Funk
8. Rob – Peanuts Kid
9. Teleka & Mms – No Mistery
10. The Presidents of the United States of America – Video Killed the Radio Star
11. Rob – Golden Peaks
12. Léonard De Vitry – Pointeur Hebdomadaire
13. Pusha T feat. Tyler, The creator – Trouble On My Mind
14. Rob – AMFM
15. Léonard De Vitry – Aujourd'hui encore
16. Rob – Waves
17. Lords of the Underground – Chief Rocka
18. 1995 – La source
19. Rob – It'S A Blast

## Accueil

### Critiques
Le site Allociné recense une moyenne des critiques presse de 3,6/5 pour 19 titres.

### Box office
| Pays ou région | Box-office      | Date d'arrêt du box-office | Nombre de semaines |
| -------------- | --------------- | -------------------------- | ------------------ |
| France         | 560 731 entrées | 19 juin 2012               | 10                 |
| Total mondial  | 4 533 793 $     | -                          | -                  |

## Distinctions
- Festival international du film de comédie de l'Alpe d'Huez 2012
  - Grand Prix Orange Cinéma séries[3]
  - Prix Coup de Cœur de la Profession - Digimage pour Romain Lévy
  - Coup de cœur féminin pour Alice Belaïdi
  - nommé au Prix du Public Europe 1
  - nommé au Prix Spécial du Jury

## Analyse